# Josef Ludovit Holuby
Josef Ludovit Holuby (o Jószef Ludwig Holuby) (Lubina, 25 de marzo de 1836-Pezinok, 15 de junio de 1923) fue un pastor, botánico, y pteridólogo eslovaco.

## Algunas publicaciones
- 1917. Aus der flora von Bazin (De la flora de Bazin). Ed. Pallas. 8 pp.

### Libros
- 1931. Populárne spisy 1. Volumen 1. Mazáčova slovenská knižnica. Colaborador Pavel Žarnovický. Editor	Mazáč, 239 pp.

- 1925. Holuby mládeži. Contribuidores Volf, Pospíšil. Editor O. Trávniček, 106 pp.

- 1888. Flora des Trencsiner Comitates. Ed. Naturwissenschaftlicher Verein. 146 pp.

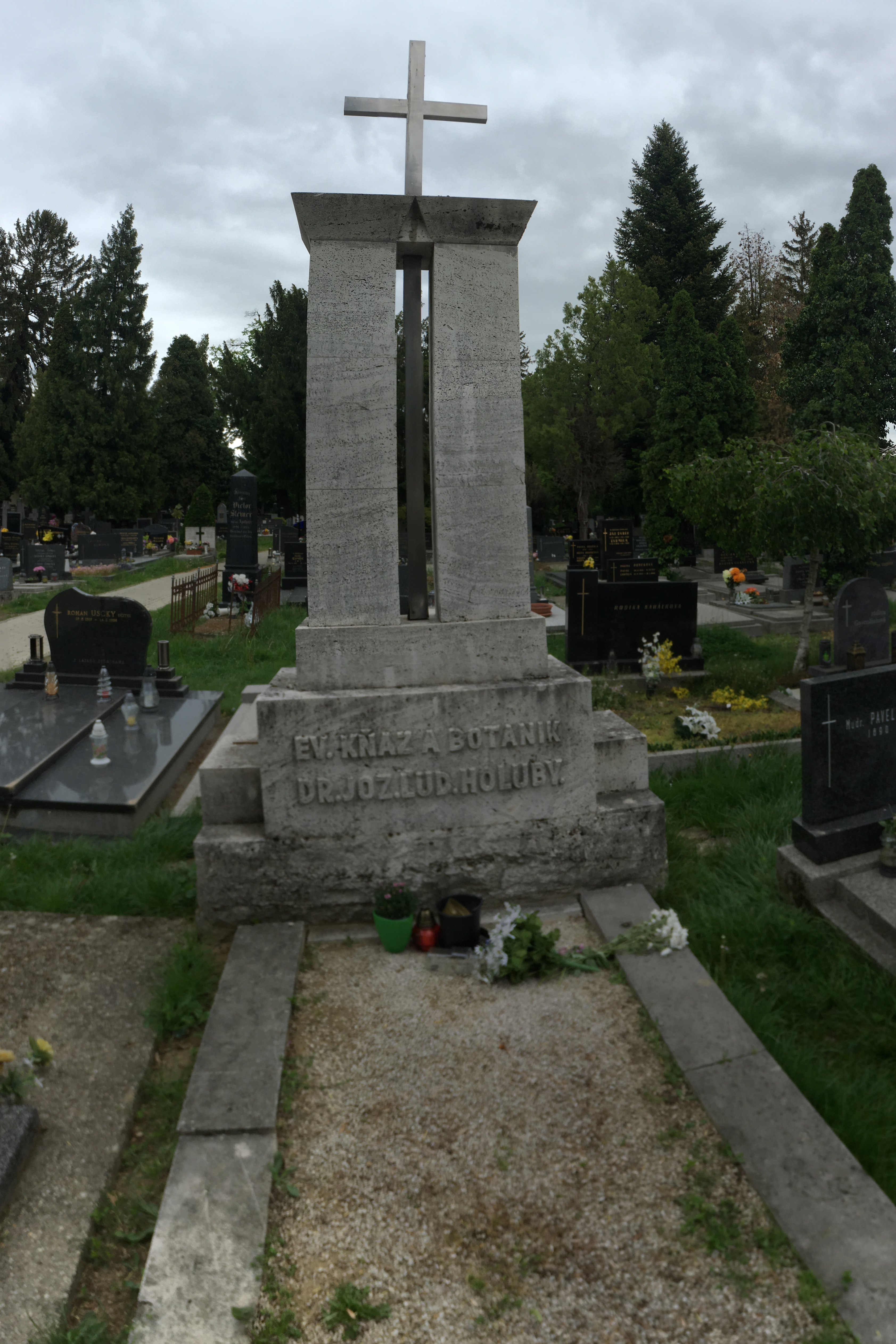
Sepulcro, Pezinok

## Honores

### Epónimos
- (Asteraceae) Crepis × holubyana Domin[1]

- (Illecebraceae) Scleranthus holubyi Rchb. ex Holuby[2]

- (Orchidaceae) Ophrys holubyana András.[3]

- (Ranunculaceae) Ficaria holubyi Schur[4]

- (Rosaceae) Rubus holubyanus Sabr. ex Formánek[5]

- (Rosaceae) Sorbus holubyana Kárpáti[6]

- (Violaceae) Viola holubyi Schur[7]

- La abreviatura «Holuby» se emplea para indicar a Josef Ludovit Holuby como autoridad en la descripción y clasificación científica de los vegetales.[8]